# Kościół Świętej Trójcy w Nowym Mieście nad Wartą
Kościół Świętej Trójcy w Nowym Mieście nad Wartą – rzymskokatolicki kościół parafialny w dawnym mieście, obecnie wsi Nowe Miasto nad Wartą, w gminie Nowe Miasto nad Wartą, w powiecie średzkim, w województwie wielkopolskim. Należy do dekanatu nowomiejskiego. Mieści się przy ulicy Kościelnej.
Jest to budowla gotycka z 3 ćwierci XV wieku, trzynawowa, halowa, sklepienia gwiaździste. Przypuszczalnie sklepienie założono później niż mury obwodowe. Na ścianie chóru jest widoczny łaciński napis o tym, że sklepienie zbudowano w 1538 roku. Szczyt na zakrystii zbudowano na przełomie XV i XVI wieku. W 1593 roku nad zakrystią została zbudowana renesansowa kaplica, w 1614 roku od południa została dobudowana późnorenesansowa kaplica. W 1959 roku została odkryta w świątyni na całej długości sklepień i częściowo na filarach, wspaniała polichromia renesansowa z 1563 roku, doskonale zachowana. Wyposażenie wnętrza z XVII i XVIII stulecia. Stalle renesansowe z 2 połowy XVI stulecia, renesansowa płaskorzeźba z popiersiem Boga Ojca z około 1520 roku, w zakrystii drzwi gotyckie z blachy żelaznej.